# ГЕС Денісон
ГЕС Денісон — гідроелектростанція на межі штатів Оклахома і Техас (Сполучені Штати Америки). Використовує ресурс із Ред-Ривер, котра впадає праворуч до Атчафалайа — західного рукава дельти Міссісіпі.
У межах проєкту долину річки перекрили земляною греблею висотою 50 метрів та довжиною 4633 метри, яка потребувала 14,4 млн м3 матеріалу. Вона утримує водосховище з площею поверхні 356,1 км2 (у випадку повені до 582,7 км2) та об'ємом 3,26 млрд м3 (ще 3,29 млрд м3 зарезервовано на випадок повені). Корисний об'єм при цьому становить 1,99 млрд м3, що забезпечується коливанням рівня в операційному режимі між позначками 180 та 188 метрів НРМ (у випадку повені цей показник може зростати до 195 метрів НРМ).
Основне обладнання станції становлять дві турбіни типу Френсіс потужністю по 41,8 МВт (загальна номінальна потужність станції рахується як 80 МВт), котрі працюють при напорі від 23 до 40 метра (номінальний напір 31 метр).